# Pioraco
Pioraco är en ort och kommun i provinsen Macerata i regionen Marche i Italien. Kommunen hade 1 062 invånare (2018).